# داغ قوشچو
داغ قوشچو (به لاتین: Dağ Quşçu) یک منطقه مسکونی در جمهوری آذربایجان است که در شهرستان سیاه‌زن واقع شده است. داغ قوشچو ۵۳۹ نفر جمعیت دارد.